# 2,2-Dimethylpentan
2,2-Dimethylpentan ist eine chemische Verbindung aus der Gruppe der aliphatischen  gesättigten Kohlenwasserstoffe. Es ist eines der neun Konstitutionsisomere des Heptans.

## Gewinnung und Darstellung
2,2-Dimethylpentan kann  durch die Isomerisierung von n-Heptan erhalten werden, wo die Verbindung aus dem resultierenden Isomerengemisch abgetrennt werden muss.
Eine Laborsynthese erfolgt über die Umsetzung der Grignardverbindung aus n-Propylbromid mit tert-Butylchlorid.

## Eigenschaften

### Physikalische Eigenschaften
2,2-Dimethylpentan ist ein leichtentzündliche und farblose Flüssigkeit.
Die Dampfdruckfunktion ergibt sich nach Antoine entsprechend log10(P) = A−(B/(T+C)) (P in bar, T in K) mit A = 3,93999, B = 1190,298 und C = −49,807 im Temperaturbereich von 288 bis 353 K.
Die wichtigsten thermodynamischen Eigenschaften sind in der folgenden Tabelle aufgelistet:
| Eigenschaft               | Typ                | Wert                                                               |
| ------------------------- | ------------------ | ------------------------------------------------------------------ |
| Standardbildungsenthalpie | ΔfH0gas ΔfH0liquid | −206,2 kJ·mol−1 −238,7 kJ·mol−1                                    |
| Verbrennungsenthalpie     | ΔcH0liquid         | −4802,6 kJ·mol−1                                                   |
| Wärmekapazität            | cp                 | 221,12 J·mol−1·K−1 (25 °C) als Flüssigkeit                         |
| Schmelzenthalpie          | ΔfH0               | 5,824 kJ·mol−1 beim Schmelzpunkt                                   |
| Schmelzentropie           | ΔfS0               | 38,98 kJ·mol−1 beim Schmelzpunkt                                   |
| Verdampfungsenthalpie     | ΔVH0               | 29,23 kJ·mol−1 beim Normaldrucksiedepunkt 32,56 kJ·mol−1 bei 25 °C |
| Kritische Temperatur      | TC                 | 247,4 °C                                                           |
| Kritischer Druck          | PC                 | 27,7 bar                                                           |
| Kritisches Volumen        | VC                 | 0,416 l·mol−1                                                      |
| Kritische Dichte          | ρC                 | 2,41 mol·l−1                                                       |

### Sicherheitstechnische Kenngrößen
2,2-Dimethylpentan  bildet leicht entzündliche Dampf-Luft-Gemische. Die Verbindung hat einen Flammpunkt von −21 °C.  Der Explosionsbereich liegt zwischen 0,9 Vol.-% (40 g/m3) als untere Explosionsgrenze (UEG) und 6,9 Vol.-% (285 g/m3) als obere Explosionsgrenze (OEG). Die Zündtemperatur beträgt 320 °C. Der Stoff fällt somit in die Temperaturklasse T3.